# Вольненский сельский совет (Синельниковский район)
Вольненский сельский совет (укр. Вільненська сільська рада) — входит в состав
Синельниковского района
Днепропетровской области
Украины.
Административный центр сельского совета находится в 
с. Вольное.

## Населённые пункты совета
- с. Вольное
- с. Новоалексеевка